# Sarmatia polycletusalis
Sarmatia polycletusalis là một loài bướm đêm trong họ Erebidae.